# Palazzo Patriarcale (Venezia)
Il Palazzo Patriarcale, a Venezia, è la sede del curia diocesana del Patriarcato di Venezia. Sorge in Piazza San Marco, accanto alla basilica marciana, e si affaccia sulla Piazzetta dei Leoncini.

## Storia
Originariamente l'edificio, assieme alla basilica, era parte del complesso di Palazzo Ducale.
Il palazzo, connesso agli appartamenti del Doge attraverso un passaggio pensile dietro le absidi della basilica, venne realizzato agli inizi del XVII secolo ad opera del Monopola per ospitare una nuova sala dei banchetti, destinata ai ricevimenti della Serenissima Signoria e del Senato.
Dopo la caduta della Repubblica di Venezia e la soppressione della Chiesa ducale di San Marco come diocesi nullius autonoma e con il trasferimento nella basilica marciana della cattedra patriarcale nel 1807, l'edificio venne individuato come nuova sede della curia.
I lavori di adeguamento, avviati nel 1837 su progetto di Lorenzo Santi (1783–1839), consentirono già nel 1840 il trasferimento degli uffici curiali, per poi essere terminati nel 1870, con l'inaugurazione della nuova facciata.

## I vecchi palazzi patriarcali
Nei secoli Venezia, prima del definitivo trasferimento della curia a San Marco, fu sede di altri due Palazzi Patriarcali.

### Il palazzo patriarcale di Rialto
L'originario palazzo era situato a Rialto, con annessa la chiesa di San Silvestro. Dal 1105 fu residenza veneziana e poi sede ufficiale dei Patriarchi di Grado, finché quest'ultimo titolo fu soppresso nel 1451. Il palazzo è ritratto nel Miracolo della Croce a Rialto di Vittore Carpaccio.

### Il palazzo patriarcale di Castello
Dopo il 1451 con il trasferimento della dignità patriarcale al vescovo di Castello il suo antico palazzo accanto alla cattedrale di San Pietro di Castello diventò il patriarchìo. La sede fu abbandonata in favore della nuova a San Marco e l'antico palazzo cadde presto in rovina.